# Jeff Green (pilota automobilistico)
Jeffrey Lynn Green (Owensboro, 6 settembre 1962) è un pilota automobilistico statunitense.
Con la scuderia ppc Racing ha vinto nel 2000 la NASCAR Busch Series e si è aggiudicato la pole position della Daytona 500 nel 2003.